# Josué Mitchell
Josué Mitchell Omier (ur. 11 listopada 1989 w Limónie) – kostarykański piłkarz występujący na pozycji napastnika, obecnie zawodnik Pérez Zeledón.

## Kariera klubowa
Mitchell pochodzi z portowego miasta Limón, stolicy prowincji Limón. Wychowywał się w dzielnicy Limón 2000. Jego ojciec Alfonso Peter Mitchell był w przeszłości piłkarzem lokalnego klubu AD Limonense. Futbol zaczynał uprawiać w rodzinnym mieście, podczas lokalnych turniejów piłkarskich będąc zwykle jednym z najmłodszych zawodników. Przez pewien czas trenował w szkółce juniorskiej klubu Deportivo Saprissa, natomiast w wieku osiemnastu lat za namową nauczyciela wychowania fizycznego wyjechał do stołecznego San José, gdzie po pomyślnych testach został przyjęty do zespołu Brujas FC. Tam został przekwalifikowany z pozycji środkowego pomocnika na napastnika, niedługo potem zdobył z Brujas młodzieżowe mistrzostwo Kostaryki, strzelając zwycięskiego gola w finale z Deportivo Saprissa (2:1). W 2009 zadebiutował w barwach Brujas w kostarykańskiej Primera División. W jesiennym sezonie Invierno 2009 wywalczył ze swoją ekipą tytuł mistrza Kostaryki, lecz ani razu nie pojawił się wówczas na boisku i przez cały pobyt w klubie był głębokim rezerwowym.
Kilka miesięcy później Mitchell odszedł do współpracującego z Brujas beniaminka najwyższej klasy rozgrywkowej – CD Barrio México (obydwa kluby posiadały tego samego właściciela). W barwach Barrio México strzelił swoją premierową bramkę w pierwszej lidze, 26 stycznia 2011 w wygranym 3:2 spotkaniu z Alajuelense. Półtora miesiąca później klub został jednak wycofany z rozgrywek z powodu problemów finansowych. On sam odszedł natomiast w najbliższym oknie transferowym do ekipy Santos de Guápiles, gdzie bez większych sukcesów spędził pół roku. W styczniu 2012 został zawodnikiem CS Cartaginés, w którym pełnił głównie rolę rezerwowego i po roku słabych występów klub zrezygnował z jego usług. Bezpośrednio po tym powrócił w rodzinne strony, na zasadzie wolnego transferu dołączając do Limón FC. Tam grał przez sześć miesięcy, po czym odrzucił propozycję przedłużenia umowy i został graczem gwatemalskiego Deportivo Iztapa. Tam zanotował bardzo nieudany pobyt, będąc trapionym przez kontuzje i spotykając się z zaległościami finansowymi ze strony klubu.
Po powrocie z Gwatemali przez cztery miesiące pozostawał bez klubu, a następnie podpisał kontrakt z drugoligowym Juventud Escazuceña. Jako kluczowy gracz drużyny z Escazú, w wiosennym sezonie Clausura 2014 dotarł z nim do finału drugiej ligi kostarykańskiej, po czym przeszedł do pierwszoligowego Municipal Pérez Zeledón. Jego barwy reprezentował ze średnim skutkiem przez półtora roku, po czym rozwiązano z nim umowę – zawodnik pozwał później klub twierdząc, iż zarząd bezprawnie zerwał z nim kontrakt, gdy on przebywał na rehabilitacji po kontuzji. W styczniu 2016 został graczem Belén FC, skąd po pół roku występów jako rezerwowy ponownie odszedł do Santosu de Guápiles. Tam również był głównie rezerwowym zawodnikiem, lecz poczynił znaczny postęp pod okiem trenera Johnny'ego Chavesa, poprawiając ustawianie się na boisku i czytanie gry.
W styczniu 2017 Mitchell zasilił stołeczny CF Universidad de Costa Rica, w którego barwach spędził pół roku w roli podstawowego piłkarza. Odszedł z klubu bezpośrednio po jego przejęciu przez kolumbijskie przedsiębiorstwo Con Talla Mundial i powrócił do drużyny Municipal Pérez Zeledón. Pod okiem szkoleniowca José Giacone (swojego byłego trenera z Belén) w stosunkowo późnym wieku został wyróżniającym się napastnikiem ligi kostarykańskiej, do tamtej pory będąc kojarzonym głównie z nieskuteczności i częstej zmiany klubów. W jesiennym sezonie Apertura 2017 zdobył z Pérez Zeledón historyczne, pierwsze w dziejach klubu mistrzostwo Kostaryki.

## Kariera reprezentacyjna
We wrześniu 2011 Mitchell został powołany przez Rónalda Gonzáleza do reprezentacji Kostaryki U-23 na środkowoamerykańskie eliminacje do kontynentalnego turnieju kwalifikacyjnego do Igrzysk Olimpijskich w Londynie. Przesiedział jednak obydwa spotkania na ławce rezerwowych, a Kostarykańczycy nie zakwalifikowali się ostatecznie na finałowy turniej eliminacyjny.
W seniorskiej reprezentacji Kostaryki Mitchell zadebiutował za kadencji selekcjonera Óscara Ramíreza, 27 marca 2018 w przegranym 0:1 meczu towarzyskim z Tunezją.